# Dolina Średnicy

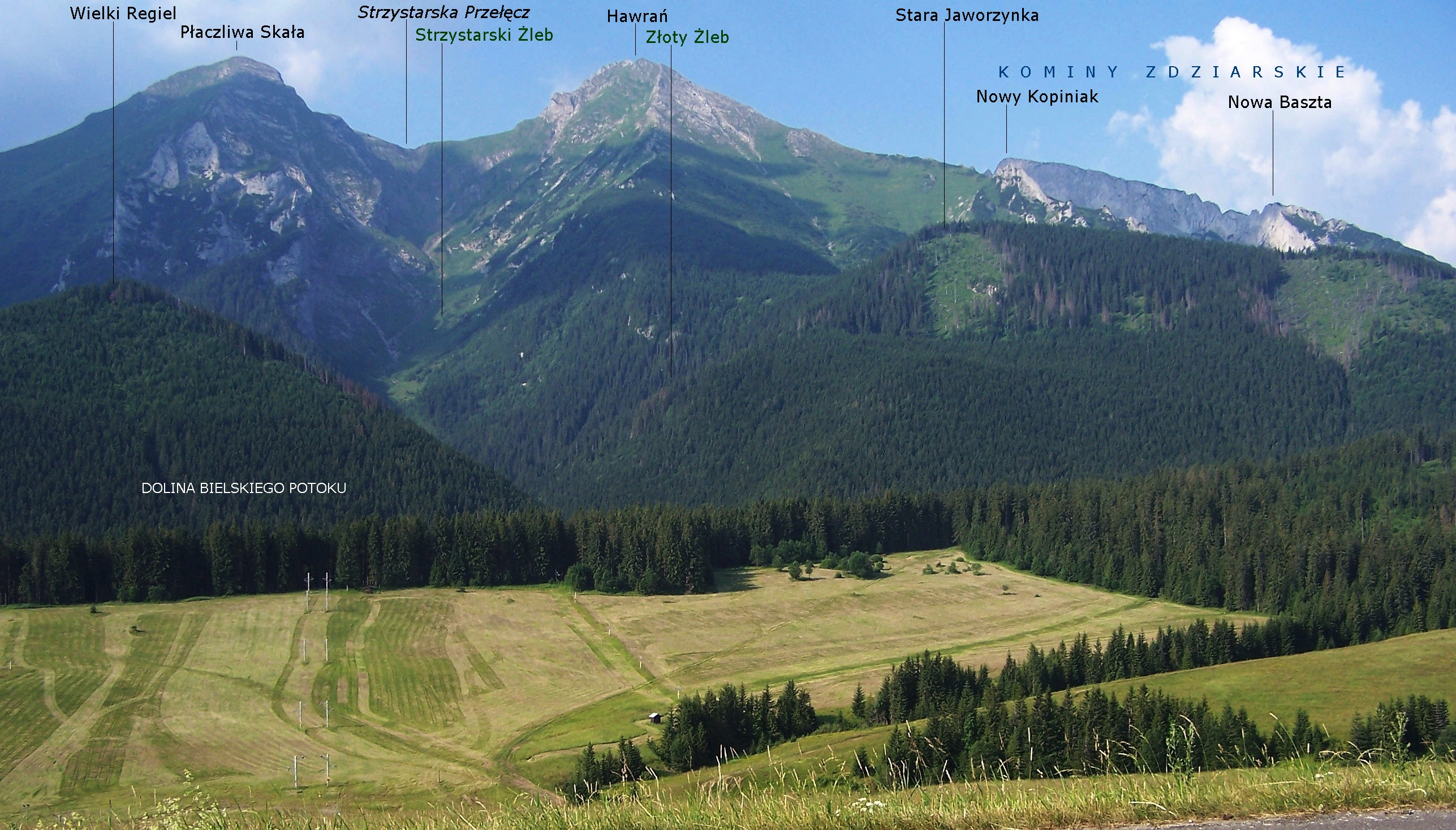
Dolina Średnicy na dole, po prawej stronie ujścia Strzystarskego Żlebu

Dolina Średnicy – dolina na Słowacji będąca orograficznie lewym odgałęzieniem Doliny Bielskiego Potoku. Doliną Średnicy spływa potok Średnica. Jego koryto tworzy naturalną granicę między Tatrami i Magurą Spiską. Południowe zbocza doliny tworzy opadający z Małego Przysłopu łagodny i porośnięty lasem Zdziarski Wierch, północne długi, bezleśny grzbiet Zdziarskie Brzegi, którym biegnie Droga Wolności. Na grzbiecie tym znajduje się przystanek autobusowy i ośrodek narciarski Średnica.
Górą Dolina Średnicy rozgałęzia się na dwa ramiona; jedno podchodzi pod Podspadzkie Siodło, drugie pod Zdziarską Przełęcz. To drugie stanowi granicę między Magurą Spiską i Tatrami.